# Лефебюр, Ивонн
Ивонн Лефебюр (фр. Yvonne Lefébure; 29 июня 1898 — 23 января 1986) — французская пианистка и музыкальный педагог.

## Биография
Училась в Парижской консерватории у Альфреда Корто. По окончании курса (первой в выпуске) начала концертировать — главным образом, с Оркестром Ламурё и Оркестром Колонн. Много лет преподавала в Нормальной школе музыки, а затем и в Парижской консерватории; среди учеников Лефебюр были Дину Липатти, Самсон Франсуа, Катрин Коллар, Имоджен Купер, Жан-Марк Савелли, Сетрак и другие известные пианисты, а также гобоист и композитор Хайнц Холлигер.
В 1947 году она вышла замуж за французского музыковеда Фреда Голдбека.